# Montescueia leitaoi
Montescueia leitaoi är en spindelart som beskrevs av Carcavallo och Martínez 1961. Montescueia leitaoi ingår i släktet Montescueia och familjen Ctenidae. Inga underarter finns listade i Catalogue of Life.